# Level Up (série)
Level Up (nível acima em português) é uma série live-action exibido pela Starz. O filme da série estreou em 27 de novembro de 2011. Estreou em 24 de janeiro de 2012.

## Enredo
Quatro estudantes do Ensino Médio muito diferentes - Wyatt (Gaelan Connell), Dante (Connor del Rio), Lyle (Jesse T. Usher) e Angie (Aimee Carrero) - acidentalmente abrem um portal de um mundo virtual para o mundo real, causando estragos em toda a vizinhança. Eles são os melhores jogadores de seu jogo favorito "Conqueror of All Worlds". Eles derrotaram trolls, esmagaram bárbaros, aniquilaram ghouls e acabaram com tudo que há de mal no jogo. Mas quando seus inimigos online vêm à vida real, esses típicos adolescentes devem "subir de nível", a fim de lidar com a vida do Ensino Médio e ao mesmo tempo proteger a cidade.

## Personagens

### Heróis
- Wyatt - Wyatt é um brilhante tecno-nerd com notas perfeitas. Ele pode ser um nerd no mundo real, mas ele e muito reconhecido no jogo. Seu avatar é Black Death e ele usa um Blast-a-Ton.
- Lyle - Lyle é o quarterback do time de futebol da escola. Ele é charmoso, um atleta popular que mantém em segredo seu amor por jogos de fantasia online. Adora gritar "Huzza!" quando algo dá certo. Seu avatar é Wizza e usa uma Lança do Trovão.
- Dante - Destemido e impulsivo, Dante é o rebelde do grupo. Ele sempre acaba se metendo em confusão por pregar peças e fazer acrobacias. Seu avatar é Sir Bickle e usa um Quebra-Crânios.
- Angie - Ela é esperta, corajosa e obstinada, mas a natureza inquisitiva de Angie sobe à cabeça. Ela ajuda Wyatt, Lyle e Dante na batalha contra Maldark, mas não tem avatar em "Conqueror of All Worlds" e usa Punhos de Aço.

### Outros
- Max Ross - Max Ross é o criador do jogo de fantasia online Conqueror of All Worlds. Ele é um multi-milionário com um gosto para teorias da conspiração.
- Treinador Hawkins - Treinador Hawkins é o treinador do time de futebol de Lyle.
- Bárbara - Bárbara é a mãe de Dante.
- Bard - Tem uma tendência de ser mandado embora/morto pelo clã NeverFail, vendo como ele pode ser muito chato se ficar no caminho deles.
- Maldark - Maldark é o vilão supremo do video-game e vilão principal da série. Ele um feiticeiro cruel e narcisista, cujo única missão é buscar novos mundo e destruí-los.

## Elenco
Eric André, que fez Max Ross no filme não voltará para a série. Lonny Ross substituirá o personagem de Eric André na série.
| Ator/Atriz           | Personagem     | Dublador(a)      |
| -------------------- | -------------- | ---------------- |
| Gaelan Connell       | Wyatt Black    | Rodrigo Antas    |
| Jessie Usher         | Lyle Hugginson | Marcos Souza     |
| Connor Del Rio       | Dante Ontero   | Erick Bougleux   |
| Aimee Carrero        | Angie Prietto  | Erika Menezes    |
| Lonny Ross           | Max Ross       | Marcelo Garcia   |
| Christopher Gauthier | Sir Guy        | Reginaldo Primo  |
| Samuel Patrick Chu   | Philbert       | Charles Emmanuel |

- Direção de dublagem: Hélio Ribeiro

## Ligações Externas
- Cartoon Network (página oficial de Level Up)